# Торре-дель-Компте
Торре-дель-Компте (ісп. Torre del Compte, кат. La Torre del Comte) — муніципалітет в Іспанії, у складі автономної спільноти Арагон, у провінції Теруель. Населення — 153 особи (2010).
Муніципалітет розташований на відстані близько 330 км на схід від Мадрида, 120 км на північний схід від міста Теруель.

## Демографія
Динаміка населення (INE ):